# Джеймс Герріот

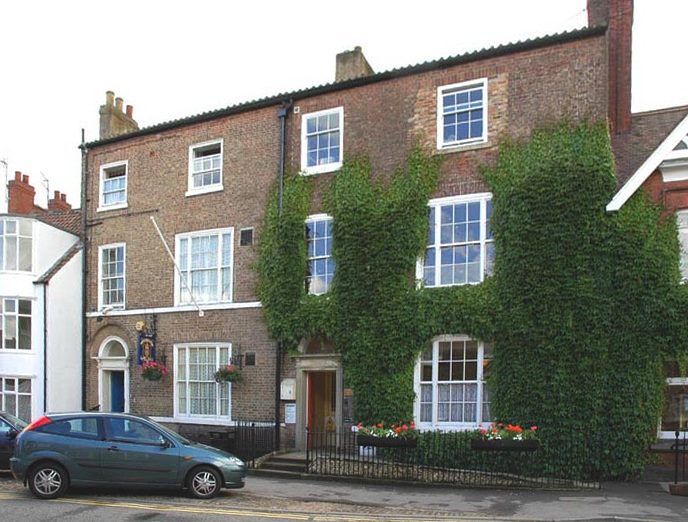
Будинок-музей Джеймса Герріота в Тірску

Джеймс Хе́рріот  (англ. James Herriot), справжнє ім'я Джеймс Альфред Вайт (James Alfred Wight) (3 жовтня 1916, Сандерленд — 23 лютого 1995, Тірск) — британський хірург-ветеринар та письменник. Всесвітню славу здобув завдяки своїм напівбіографічним оповіданням про ветеринарну практику, де зображує людей і тварин з великою любов'ю та гумором.

## Біографія
Народився у містечку Сандерленд (Велика Британія) у сім'ї Джеймса та Ганни Белл Вайт. Коли Джеймсу було три тижні, його батьками переїхали до міста Глазго у Шотландії, де батько отримав роботу піаністом у місцевому кінотеатрі, а мати стала співачкою. Там він прожив майже 20 років. Навчався у Йоркерській початковій школі з 1921 по 1928 рр. та у Гіллхедській вищій школі м. Глазго з 1928 по 1933 рр.
У 23 роки, по закінченні у 1939 році Ветеринарного коледжу м. Глазго, здобув професію ветеринарного хірурга. Розпочав ветеринарну практику в 1940 році спочатку у Сандерленді, а згодом переїхав до містечка Тірск (Thirsk), у Північному Йоркширі, долучившись до ветеринарної практики Дональда Сінклера і там залишився на усе своє життя. Там, у 1945 році, він одружився з Джоан Кетрін Андерсон Денбері, і в них народилося двоє дітей — Джеймс Александр (Джим) у 1943 (який також став ветеринаром та партнером батька по практиці) та Розмарі (Розі) у 1947, яка стала лікарем. Джим і зараз практикує у Тірску, а ось дочка, яка пропрацювала терапевтом у Тірску багато років, вже на пенсії.
З 1940 по 1942, Вайт служить у Королівських Повітряних силах. На цей час його дружина переїжджає до своїх батьків, а Вайт, по закінченні служби, їде до неї. Там вони проживуть до 1946 року, потім переїжджають до Кіркгейту і будуть жити там до 1953 року. Пізніше Вайт із дружиною повертаються у Тірск, а згодом перебираються до селища Сірлбі, за 4 милі від Тірська, де Вайт проживе до кінця життя.
Багато років Альфред Вайт збирався написати книгу про будні сільського ветеринара та кумедні історії, які з ним трапилися, однак практика та сім'я забирали весь час. Сам Вайт розказував, що багато років докучав дружині за обідом оповідками про кумедні випадки у практиці і обіцяв коли-небудь написати книгу. Книга навіть стала ходячим жартом у сім'ї. Одного разу дружина сказала: «Я не хочу тебе образити, але ти вже 25 років розказуєш про книгу. Між тим, ти ніколи вже її не напишеш, бо літні ветеринари у віці 50-ти років не пишуть книг». Так, у 1966 році, у свої 50 років, він таки взявся до написання. Перші дві книги не знайшли інтересу серед видавців (вони були не про тварин), а ось третя, яка називалась «Якби тільки вони могли говорити» (англ. If Only They Could Talk), була надрукована у Великій Британії у 1969 році. Однак продаж був слабким, поки у Нью-Йорку перші дві книги не були видані одним томом. Нова книга, що називалась «Про всіх створінь, великих і малих» (англ. All Creatures Great and Small), мала неочікуваний успіх та породила шість перевидань (4 з яких були за межами Великої Британії), фільми та успішну телеверсію. Реалістичні замальовки з життя англійської провінції та буденного життя лікаря-ветеринара, були сповнені непідробної любові до тварин та гумору. Герріот ставав популярним та відомим не тільки на батьківщині, а й за межами Великої Британії.
Ранні твори письменника були згодом зведені до збірок американськими видавництвами (радянський варіант перекладу) «Про всіх створінь — великих і малих» (англ. All Creatures Great and Small, 1972), «Про всіх створінь — красивих і прекрасних» (англ. All Things Bright and Beautiful, 1974), «Про всіх створінь — розумних і дивовижних» (англ. All Things Wise and Wonderful, 1977).
У 1974 році на екрани вийшов фільм за мотивами його творів «Про всі створіння — великі й малі», знятий режисером Клодом Вотемом, а через 4 роки стартував й серіал з однойменною назвою, що мав великий успіх протягом кількох років.
У 1979 році Герріот був нагороджений орденом Британської імперії та почесного докторського ступеню Единбурзького університету. 1982 року він здобув звання почесного члена Королівського ветеринарно-хірургічного коледжу, а 1983 року став почесним доктором ветеринарних наук Ліверпульського університету.
Помер Джеймс Альфред Вайт у 1995 році від раку, перебуваючи на лікуванні у місцевому госпіталі у Тірску. Йому було 78 років. Після смерті письменника в його будинку був створений музей, який носить назву «Світ Джеймса Герріота».

## Збірки, що вийшли в американських виданнях
- 1972 — «Про всіх створінь — великих і малих» (All Creatures Great and Small), до якої увійшли твори «Якби тільки вони могли говорити» та «Це не повинно трапитися з ветеринаром»
- 1974 — «Про всіх створінь — красивих і прекрасних» (All Things Bright and Beautiful), до якої увійшли твори «Не варто чіпати ветеринарів» та «Ветеринар у Харнессі»
- 1977 — «Про всіх створінь — розумних і дивовижних» (All Things Wise and Wonderful), до якої увійшли твори «Ветеринари можуть літати» та «Ветеринар у замішанні»